# Autopista A-19
A-19 es como se denominó a una autopista de peaje con tramos libres que recorría la costa catalana desde Barcelona hacia el noreste, pasando por municipios como Badalona, el Masnou, Premià, Mataró o Calella. 
El trazado construido de la A-19 iba desde Montgat a Palafolls, con una longitud de aproximadamente 59 km, construyéndose en dos tramos: Montgat - Mataró en 1969 y Mataró - Palafolls en 1994. Su concesionaria era la corporación «Autopistas, Concesionaria Española, Sociedad Anónima» (ACESA).
Tras el traspaso de sus tramos a la Generalidad de Cataluña en 1995, fue dividida y recodificada en las actuales C-31, C-31D y C-32. En el momento del traspaso, se encontraba en proyecto el tramo Palafolls—GI-600, que forma parte de la actual C-32.
Parte de la señalización de Badalona aún no ha sido actualizada, y todavía se indica a la C-31 con su antigua denominación.